# Torsten Breitholtz

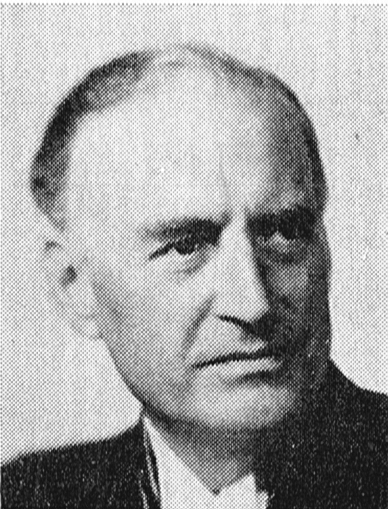
Torsten Breitholtz.

Torsten Nils Rudolf Breitholtz, född den 31 augusti 1886 i Värnamo, död den 14 maj 1953 i Arbrå församling, var en svensk präst. Han var bror till Claës Breitholtz.
Breitholtz avlade teologie kandidatexamen vid Uppsala universitet 1912. Han var pastorsadjunkt i Bollnäs 1912–1913, i Katarina församling i Stockholm 1913–1916, pastor vid Danvikshem 1914–1919 och vice komminister i Klara församling 1916–1920. Breitholtz var kyrkoherde i Forsmarks pastorat 1920–1935 och i Arbrå pastorat från 1935 till sin död. Han blev tjänstgörande extra ordinarie hovpredikant 1936 och kontraktsprost i Voxnans kontrakt 1952. Breitholtz blev kaplan i Kunglig Majestäts orden 1926 och ordenskaplan vid Johanniterorden i Sverige 1937. Han blev ledamot av Nordstjärneorden 1943. Breitholtz vilar på Norra begravningsplatsen utanför Stockholm.